# 莱布斯地区

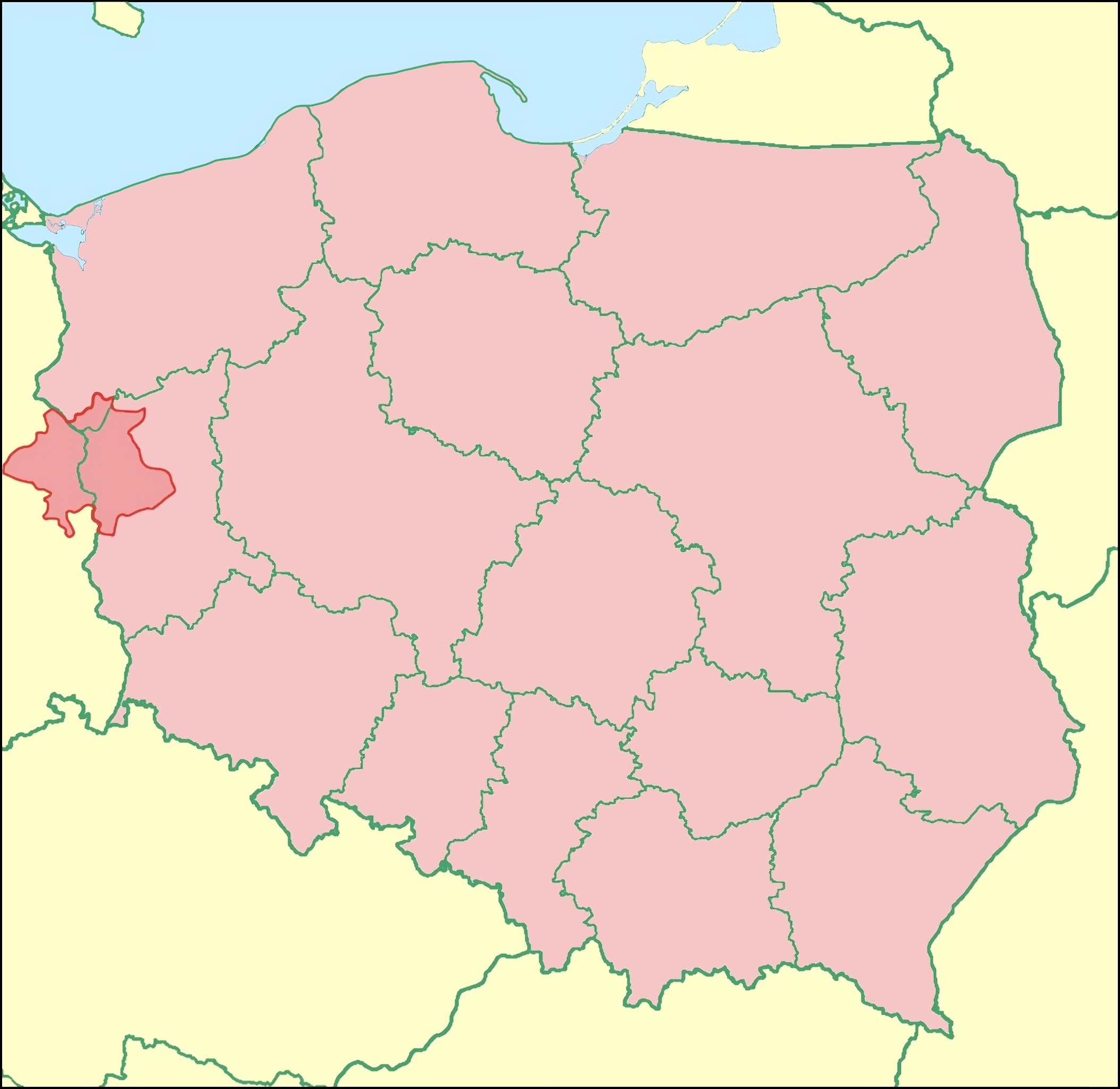
莱布斯地区在今日波蘭的位置

莱布斯地区（德語：Land Lebus），波蘭稱卢布斯卡地區（波蘭語：Ziemia lubuska）是跨越波蘭和德國的一個歷史地區。
莱布斯地区最初遍布沼澤，是萊基特人的聚居區，位於勃蘭登堡以東、大波蘭以西、波美拉尼亞以南、西里西亞和下盧薩蒂亞以北。 目前它的東部位於波蘭的盧布斯卡省，歷史上的首府萊布斯（Lebus；Lubusz）位於西部，今在德國勃蘭登堡州。